# Christmas Tree
«Christmas Tree» —en español: «Árbol navideño»— es una canción de la cantante estadounidense de música pop Lady Gaga, en colaboración con el DJ y productor británico Space Cowboy. La canción engloba los géneros dance-pop y synth pop con temática navideña, escrita por Lady Gaga y Space Cowboy. La canción fue lanzada en Interscope Records el 16 de diciembre de 2008, y fue producida por Martin Kierszenbaum y Space Cowboy.
En diciembre de 2009, «Christmas Tree» fue lanzada en formato de descarga digital en Amazon, como parte de su promoción «25 Days of Free» —en español: «25 días gratis»—. La canción también fue incluida en varios recopilatorios navideños. En diciembre de 2010 fue incluida en la versión exclusiva caja recopilatoria The Singles, lanzada en Japón. Entró en las listas Canadian Hot 100 en enero de 2009 en la posición 79 y en RIAJ Digital Track Chart de Japón en el número 18. La canción fue lanzada en reacciones muy diversas, que atrae a las críticas por sus evidentes insinuaciones sexuales. 

## Antecedentes y lanzamiento
«Christmas Tree» se lanzó como un sencillo en formato de descarga digital el 16 de diciembre de 2008 a través de la discográfica Interscope Records. Se hizo disponible en formato MP3 en Amazon y iTunes. La canción no se incluyó en el álbum debut de Gaga, The Fame. Un año después, en diciembre de 2009, fue una de las canciones disponibles para descargar de forma gratuita en Amazon como parte de su oferta «25 Days of Free», según la cual durante los primeros veinticinco días de diciembre se selecciona una serie de canciones de Navidad para que puedan ser descargadas gratis desde el sitio web. La canción fue incluida en una amplia cantidad de álbumes recopilatorios. En el álbum recopilatorio canadiense NOW! Christmas 4, el álbum taiwanés Christmas 101 y el álbum estadounidense de temporada It's Christmas Time, todos lanzados durante la Navidad de 2009. También fue incluida en los álbumes Merry Xmas! y Now That's What I Call Christmas! 4, el cual forma parte de la serie de álbumes recopilatorios Now That's What I Call Music, lanzados durante la Navidad de 2010. "Christmas Tree" se incluye en The Singles, una caja de CD lanzada exclusivamente en Japón en diciembre de 2010, se encuentra en el noveno y último CD, que también incluye los tres temas en vivo de The Cherrytree Sessions.

## Recepción

### Respuesta crítica
«Christmas Tree» recibió comentarios polarizados de la crítica especializada. Alex Rawls de la revista OffBeat le dio una opinión positiva, al referirse de la oferta de Amazon.com «25 Days of Free». Rawls bromeó que los artistas intérpretes de los temas más religiosos debían estar rezando por Lady Gaga y dijo de la canción que no era tan solemne como las cinco canciones publicadas antes de que estuviera disponible el 6 de diciembre de 2009. Estrella Adeyeri, editora musical de Nouse, dio a la canción una crítica positiva, elogiando sus «golpes de sintetizador y sus numerosas insinuaciones a fiestas de Navidad». Ryan Brockington del New York Post cumplimentó la canción, describiéndola como un «tema navideño favorito» y un «villancico en el que los pinos son partes femeninas subliminales». Un revisor de gay.com describió la canción como «feliz» y al mismo tiempo una «mala elección», alabando su «oscura decadencia». Gino dela Paz del The Philippine Star describió la canción como «pasar de cero a la locura» y Diana Nabiruma del The Weekly Observer llamó la canción como «simple traviesa y loca». Jason Lewis escribiendo para el Fast Forward Weekly describió la canción como «encantadoramente ridícula» y posteriormente mencionó que era la «mejor nueva canción navideña». Chad Bullock de MTV incluyó a «Christmas Tree» en una lista de «excelente» música navideña nueva y la describió como «no tradicional y vagamente sexual».

### Rendimiento comercial
Debido a las altas descargas digitales, "Christmas Tree" entró en la lista Canadian Hot 100 como el puesto setenta y nueve en la primera semana de enero de 2009, permaneciendo en la lista por una semana. En noviembre de 2010, "Christmas Tree" entró en la lista RIAJ Digital Track Chart de Japón, en el octavo puesto, its peak. La canción then dropped to positions 51, 74, 81 y 100 before leaving the chart. Also in November 2010, "Christmas Tree" charted on the Billboard Holiday/Seasonal Digital Songs chart in the US, peaking at puesto 23. En diciembre de 2010, it was also ranked at number 23 en el "Hot 100 Holiday Christmas Songs" de Billboard, based on sales and airplay over the winter period as calculated by Nielsen SoundScan y Nielson BDS.

## Presentaciones en vivo
El 15 de diciembre Gaga interpretó por primera vez «Christmas Tree» un especial navideño de Carpool Karaoke, un segmento del programa The Late Late Show with James Corden, estrenado en la plataforma Apple TV+, además de cantar «Die with a Smile», «Disease» y «Highway to Hell» junto a Brian Johnson, cantante de la banda AC/DC.

## Posicionamiento en listas

### Semanales
| Canadá         | Canadian Hot 100               | 79 |
| Estados Unidos | Holiday/Seasonal Digital Songs | 23 |
| Japón          | Japan RIAJ Digital Track Chart | 18 |

## Formatos
- Descarga digital[29]

1. "Christmas Tree" (con Space Cowboy) – 2:22

Notas: 
Esta canción está incluida en el CD The Cherrytree Sessions del box set The Singles (álbum de Lady Gaga), elaborado por Universal Music Group en Japón el 8 de diciembre de 2010.
También fue incluida como bonus track en el CD Promocional B.T.W. Singles Remix, elaborado por Universal Music Group en México en julio de 2011.